# يوشيو كوندو
يوشيو كوندو (بالإنجليزية: Yoshio Kondo)‏ هو عالم رخويات ‏ وأحيائي أمريكي، ولد في 1910، وتوفي في 5 أكتوبر 1990 في أواهو في الولايات المتحدة.